# Juvat Westendorp
Juvat Westendorp (uitspraak: /ˈjyvɑt/; Amsterdam, 31 januari 1989) is een Nederlands acteur, presentator, danser en choreograaf van Surinaamse afkomst.
Westendorp is als acteur vooral bekend uit de soapseries Malaika met de rol van Bas Schippers en Goede tijden, slechte tijden als Ardil Baydar. Hij speelde ook een hoofdrol in de eerste film van Nachtwacht: De poort der zielen als de magier Gideon.

## Achtergrond
De van oorsprong danser bracht zijn eerste jaren van zijn jeugd door in Osdorp voordat hij met zijn ouders naar Zaandam verhuisde. In Zaandam begon hij ook zijn eigen dansschool, de 'Juvat Dance Academy'. Bekendheid als danser kreeg hij bij het grote publiek door zijn deelname aan So You Think You Can Dance (2011). Na het programma begon hij niet veel later aan zijn acteercarrière met een rol in de BNN-serie Who's in Who's Out.
Westendorp nam ook deel aan de televisieprogramma's De Nationale IQ Test (2012), Fort Boyard (2012), Ik hou van Holland (2015) en Weet Ik Veel (2016). In het najaar van 2018 was hij deelnemer aan Boxing Stars, hij stond tegenover Rick Brandsteder, Carlos Platier Luna en won de finale van Joey Spaan. In 2019 was Westendorp te zien als jurylid in het SBS6-programma Superkids. Tevens nam hij dat jaar deel aan de spelshow The Big Escape en eindigde in 2020 op de tweede plaats bij Dancing on Ice. In 2025 was hij te zien als jurylid in de Vlaamse Dancing with the Stars op VTM. 
Westendorp speelde door de jaren heen mee in verschillende bioscoopfilms, waaronder Gooische Vrouwen 2, Onze Jongens, Casanova's. Silverstar en F*ck de Liefde 2.

## Filmografie

### Film
- 2014: Gooische Vrouwen 2 als kickbokser
- 2016: Rokjesdag als flirtende sportman
- 2016: Onze Jongens als Thijs
- 2017: Tuintje in mijn hart als Mariano
- 2018: All You Need Is Love als Man in Volkstuintje
- 2018: Nachtwacht: De poort der zielen als Gideon
- 2020: Onze Jongens in Miami als Thijs
- 2020: Casanova's als Steef
- 2021: Just Say Yes als Alex
- 2021: Niks vreemds aan als Illias
- 2022: Silverstar als Ben
- 2022: F*ck de Liefde 2, als Javier
- 2023: Oei, ik groei!, als Ruben
- 2023: Juf Braaksel en de magische ring als Meester Daan
- 2023: Happy Single als Otis
- 2024: Buenas Chicas, als Bruno
- 2024: De Break-Up Club, als Dylan
- 2024: Vuur & vlam, als Dom
- 2024: Juf Braaksel en de geniale ontsnapping, als Meester Daan

### Televisie
- 2012: Who's in Who's Out als Mounir (gastrol)
- 2013: Malaika als Bas Schippers (39 afleveringen)
- 2015–2016: Goede tijden, slechte tijden als Ardil Baydar (28 afleveringen)
- 2015: Gouden Bergen als Gregory Bruinhart (gastrol)
- 2015: Meiden van de Herengracht als Dylan de Wever (gastrol)
- 2017–2018: De Spa als Hugo Symor (77 afleveringen)
- 2020: Meisje van plezier (gastrol)
- 2021: De regels van Floor als Emanuel (gastrol)
- 2024: Flikken Maastricht als vriend van Ben Swart (gastrol)

### Overige programma's
- 2012: Deelname aan De Nationale IQ Test
- 2012: Deelname aan Fort Boyard
- 2015: Deelname aan Ik hou van Holland
- 2016: Deelname aan Weet Ik Veel
- 2017: Deelname aan DINO.
- 2017: Muzikale gast in Oh, wat een jaar!
- 2018: Deelname aan Boxing Stars
- 2019: Deelname aan The Big Escape – Winnaar
- 2019: Jurylid in Superkids
- 2019: Choreografiedocent in Flirty Dancing
- 2019–2020: Deelname aan Dancing on Ice
- 2020–2021: Choreografiedocent in Dream School
- 2021: Deelname aan  Het perfecte plaatje
- 2021-heden: Presentator van De Faker
- 2022: Deelname aan Make Up Your Mind
- 2023: Deelname aan Waku Waku
- 2024: Deelname aan Say Whut!?
- 2024: Deelname aan Code van Coppens: De wraak van de Belgen
- 2024: Eenmalig jurylid in De Bondgenoten[6]
- 2024: Deelname aan Moordfeest
- 2025: Deelname aan Shaolin Heroes
- 2025: Deelname aan Voor het blok
- 2025: Jurylid in Dancing with the Stars (Vlaanderen)
- 2025: Deelname aan That's My Jam